# Benediktinerinnenabtei Maria Heimsuchung
Die Abtei Maria Heimsuchung ist ein Benediktinerinnen-Kloster, das von 1955 bis 2019 im Ortsteil Steinfeld der Gemeinde Kall/Eifel bestand, in direkter Nachbarschaft zum Salvatorianer-Kloster Steinfeld. Zur Benediktinnenabtei gehörten eine Kirche und ein Gästehaus. 2019 verlegten die Nonnen ihr Kloster nach Bonn auf den Venusberg. Die Abtei gehört zur Europäischen Benediktinerinnenkongregation von der Auferstehung.

## Geschichte

### Gründung in Steinfeld

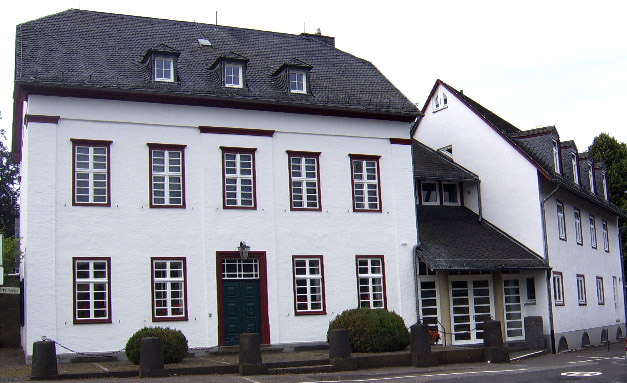
Benediktinerinnen-Abtei Maria Heimsuchung in Steinfeld (von Osten gesehen)

Die Abtei wurde 1955 von deutschen Ordensschwestern des belgischen Benediktinerinnen-Priorats Notre-Dame in Ermeton-sur-Biert gegründet. Vorher hatten seit 1951 fünf Schwestern in Hollerath/Eifel unter schwierigen Verhältnissen gelebt, wo ihnen der Bischof von Aachen die Übernahme des Müttererholungsheimes angeboten hatte. Jedoch boten die örtlichen Gegebenheiten keine Möglichkeit zur Entfaltung. Auf der Suche nach einem geeigneten Haus erwarben die Benediktinerinnen 1954 das Haus Albermann in Kall-Steinfeld, ein im 19. Jahrhundert erbautes Landhaus mit Park. 1958/1959 wurde das Haus unter Architekt Emil Steffann zum Kloster umgebaut und um eine Kirche erweitert. Die Schwestern führten ein Müttererholungsheim. Das Gästehaus, erbaut nach Plänen des Architekten Gisberth Hülsmann, wurde 1986 eingeweiht.
Bis 1969 war das Kloster ein von Ermeton kirchenrechtlich abhängige  Priorat; 1969 wurde es selbständig und 1972 zur Abtei erhoben.

### Umzug nach Bonn-Venusberg
Am 16. Juli 2018 teilten die Schwestern mit, dass sie beabsichtigten, in der ersten Jahreshälfte 2019 in ein altengerecht gebautes Kloster auf dem Venusberg in Bonn umzuziehen. Als Begründung gaben die Nonnen an, dass die Gemeinschaft kleiner und älter geworden sei und sie sich deshalb entschlossen hätten, das Anwesen in Steinfeld zu verkaufen und in ein kleineres Kloster umzuziehen, das ihrer Lebenssituation besser entspreche. Sie verabschiedeten sich aus Steinfeld in einem Gottesdienst mit dem Aachener Bischof Helmut Dieser am 31. März, 2019, dem Sonntag Laetare, und setzen ihr klösterliches Leben als Abtei Maria Heimsuchung in dem ehemaligen Kloster der Schwestern Unserer Lieben Frau in Bonn-Venusberg, Haager Weg 32 b, fort. Drei pflegebedürftige Schwestern leben in dem unmittelbar benachbarten Seniorenhaus Maria Einsiedeln.
Im Mai 2021 gab die Äbtissin der Trappistinnenabtei Maria Frieden in Dahlem, Maria Gratia Adler, bekannt, dass die Nonnen von Maria Frieden das ehemalige Kloster Maria Heimsuchung in Steinfeld übernehmen wollen, da das bisherige Kloster für die kleiner gewordene Zahl von Schwestern zu groß sei. Im Juni 2022 erfolgte der Umzug in die Abtei Steinfeld, die jetzt als „Abtei Maria Frieden“ weiterbesteht. Die Trappistinnen führen eine zurückgezogene Lebensweise in strenger Klausur und einem Leben des Gebetes und der Stille, so dass der Gästebereich nicht von ihnen weitergeführt wird. Das Gästehaus  übernahm zum 1. Juli 2019 die Kloster Steinfeld GmbH & Co. KG des benachbarten Salvatorianerklosters als „Haus St. Benedikt“.

## Leben und Arbeit
Die Benediktinerinnen leben nach der Regel des hl. Benedikt von Nursia (480–547) „unter der Führung des Evangeliums“ in einem Leben des Betens, des Schweigens und der inneren Sammlung und leisten Haus- und Gartenarbeit. Sie stehen somit in der Tradition des abendländischen Mönchtums. Ihr Selbstverständnis beruht auch auf dem Ideal des Gründers, eines Mönchs der belgischen Abtei Maredsous bei Namur, Eugène Vandeur, dessen Bestreben es war, die klösterliche Liturgie der Teilnahme von Laien zu öffnen.
Die Ordensschwestern boten in ihrem Gästehaus in Steinfeld Einzel- und Gruppenexerzitien und Glaubensseminare an sowie die zeitweilige Teilnahme an Gebet und Arbeit der Gemeinschaft. Neben der Seminartätigkeit wurden in Klosterwerkstätten Kerzen und Weihrauch hergestellt. Nach der Umsiedlung nach Bonn sollen die Tage der Stille und Glaubensvertiefung ein- bis zweimal jährlich in Gästehäusern anderer Klöster angeboten werden. Sie sind seelsorgerlich im benachbarten Seniorenhaus Maria Einsiedeln tätig und stehen zur geistlichen Begleitung zur Verfügung.